# オフェク7
オフェク7（Ofeq 7）はイスラエルの地球観測衛星オフェクシリーズの7号機。設計はイスラエル・エアロスペース・インダストリーズ（IAI）が行った。
2007年6月10日23時40分（UT）にシャヴィトによって打ち上げられた。打上げから3日後、IAI/MBT宇宙部門が衛星からの最初の画像を受信した。オフェク7は2002年に打ち上げられたオフェク5の後続機である。
打上げ時の質量は300 kg、設計寿命は4年から6年で、主な目的は軍事偵察である。解像度は50 cmを超えているとも言われる。